# Springvorm

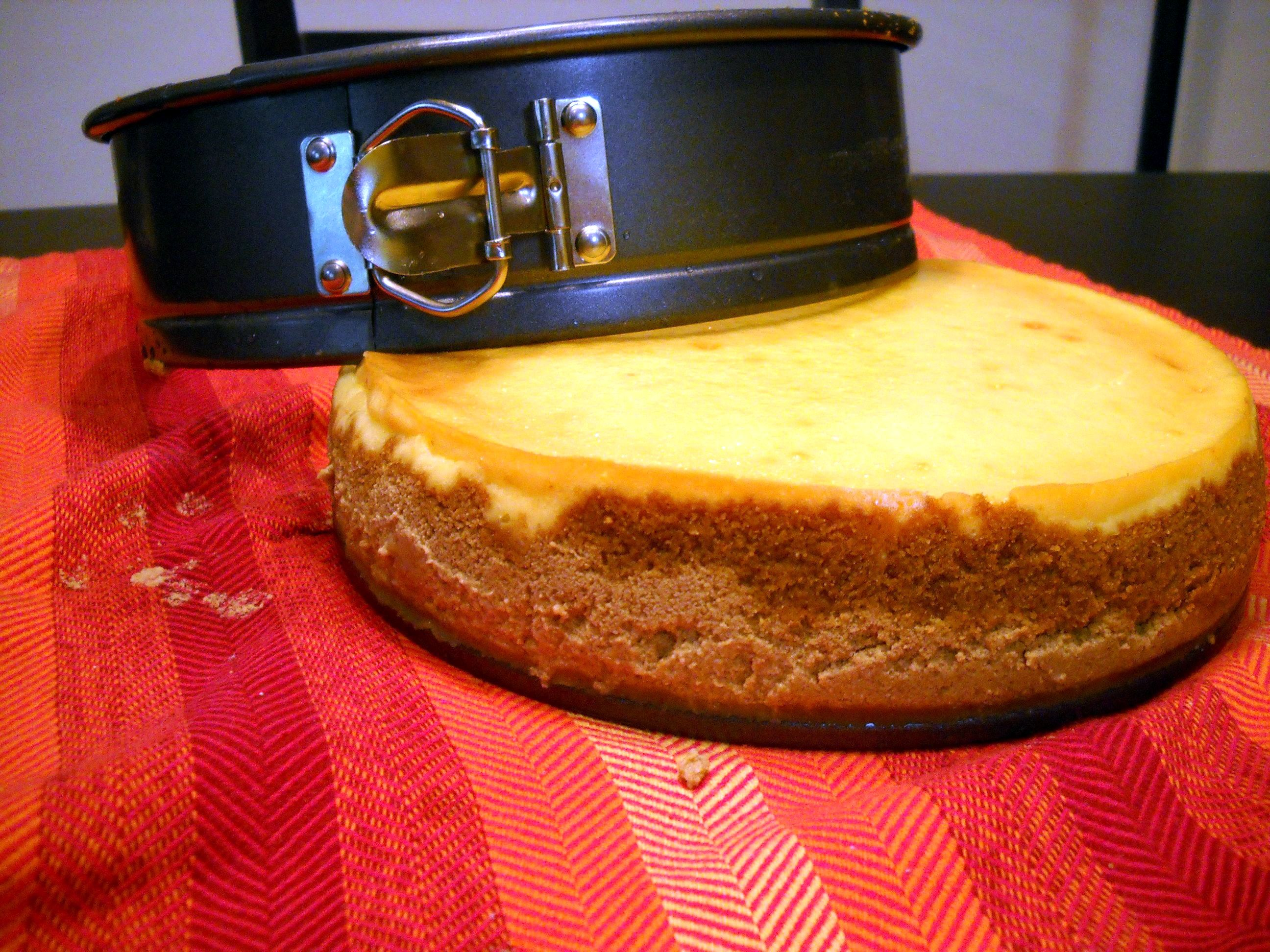

Een springvorm is een bakblik waarbij de rand met een veersysteem kan worden verwijderd. Hiertoe wordt een hendel losgeklapt, waardoor de rand openschuift en de bodem loskomt. In omgekeerde volgorde kan de vorm weer worden gesloten. Met dit systeem kan de taart gemakkelijk uit de vorm worden gehaald.
De springvorm is vrijwel altijd rond van vorm, en zeer geschikt voor het maken van taarten. 
Springvormen zijn er in verschillende diameters. De meest gebruikelijke maten zijn 22 en 24 centimeter.